# Giuseppe Musolino
(In lettera al rivale Vincenzo Zoccali)
Giuseppe Musolino, conosciuto come U 're i l'Asprumunti ("il Re dell'Aspromonte"), o meglio ancora come il brigante Musolino (Santo Stefano in Aspromonte, 24 settembre 1876 – Reggio Calabria, 22 gennaio 1956), è stato un brigante italiano.

## Biografia
La madre Mariangela Filastò pare fosse nipote di un principe francese riparato in Sicilia per sfuggire ai rigori della rivoluzione e poi passato a Reggio Calabria. Queste fantomatiche origini nobili saranno sempre rivendicate con orgoglio dal brigante.

### Il fatto
Taglialegna di mestiere, la sua storia inizia il 28 ottobre 1897 quando scoppia una rissa rusticana nell'osteria della Frasca, a Santo Stefano in Aspromonte, per una partita di nocciole: da un lato Musolino e Antonio Filastò, dall'altro i fratelli Vincenzo e Stefano Zoccali, oltre ad un loro compagno. Una rissa come tante: ma il giorno dopo in una stalla (dove viene trovato il berretto di Musolino) qualcuno spara a Vincenzo Zoccali, che rimane ferito. Intervengono i carabinieri, che arrestano il Filastò ed un tale Nicola Travia. Bussano alla casa di Musolino, ma non lo trovano, perché è scappato.
Di lì a sei mesi Musolino è arrestato dalla guardia municipale Alessio Chirico, tradotto a Reggio Calabria e processato per tentato omicidio.

### Primo processo
Il 24 settembre 1898, al processo davanti alla Corte d'Assise di Reggio Calabria, nonostante le prove portate da Musolino, non furono smentite le false testimonianze di Rocco Zoccali e Stefano Crea, che affermarono di averlo sentito adirato per il bersaglio fallito.
Il 28 settembre la sentenza fu di 21 anni di carcere.
Sempre proclamatosi innocente, giura vendetta in caso di evasione, cantando il motivo della canzone del brigante Nino Martino:
ma si per casu a lu paisi tornu

chidd'occhi chi arridiru ciangirannu»
ma se per caso al paese torno

quegli occhi che risero piangeranno.»
Inoltre a Zoccali avrebbe giurato che «avrebbe letteralmente mangiato il fegato» o che «ne avrebbe venduto la carne come animali da macello».

### Carcere e latitanza
Viene condotto e recluso nel carcere di Gerace Marina, l'odierna Locri.
Alle ore 3:30 del 9 gennaio 1899 riesce a fuggire e inizia la sua vendetta.
Si racconta che durante la galera Musolino avesse sognato san Giuseppe, che gli avrebbe indicato il punto in cui avrebbe dovuto scavare nella cella e con facilità scappare insieme ai suoi compagni di carcere Giuseppe Surace, Antonio Filastò e Antonio Saraceno.
Commette una serie di omicidi contro tutti quelli che l'hanno accusato e tradito, nascondendosi poi tra le montagne, nei boschi, e persino nei cimiteri (come a Roccaforte del Greco), godendo dell'appoggio della gente del posto, sia contadini, caprari e gente benestante, che lo vede come simbolo dell'ingiustizia in cui la Calabria allora versava.
Nei primi 8 mesi dalla fuga commette 5 omicidi e 4 tentati omicidi e tenta di distruggere con la dinamite la casa di Zoccali.
Iniziata la caccia al brigante, viene posta una taglia di 5.000 lire su di lui, ma Musolino sfugge sempre alla cattura.
Una volta si tenta, tramite un certo Antonio Princi, di farlo addormentare drogando con l'oppio la pasta, ma il tentativo fallisce: Musolino ferisce il Princi e uccide il carabiniere che stava nascosto dietro la siepe in attesa di arrestarlo. Un'altra volta si cerca di fargli credere che potrebbe emigrare con una nave attraccata a Capo Bruzzano, ma egli non si reca all'appuntamento e successivamente scopre che non c'era nessuna nave, svelando quindi l'inganno.
La sua notorietà in poco tempo si sparge in tutta Italia grazie alla stampa italiana e pure i giornali stranieri (Times, Le Figaro) iniziano a interessarsi della vicenda. La sua figura così diventa una sorta di leggenda e le sue gesta diventano uno spunto per molte canzoni popolari (si ritrova nelle canzoni di Mino Reitano, Otello Profazio, Orazio Strano, Dino Murolo, Natino Rappocciolo, Enzo Laface e altri cantanti folcloristici).
Nel 1901 Musolino decide di lasciare la Calabria per andare a chiedere la grazia al nuovo re Vittorio Emanuele III e perché comunque la situazione diventava difficile per lui, pur coi suoi appoggi nell'area calabrese.

### La cattura
Ad Acqualagna, in provincia di Pesaro Urbino, però, viene per caso catturato da due carabinieri ignari della sua identità, che riescono a raggiungerlo perché è inciampato in un fil di ferro. I carabinieri erano l'appuntato Amerigo Feliziani, di Baschi e Antonio La Serra, di San Ferdinando di Puglia, comandati dal brigadiere Antonio Mattei (il padre di Enrico Mattei). Musolino stava percorrendo un viottolo di campagna nella località di Farneta, nelle vicinanze di Acqualagna; alla vista dei due carabinieri, che si trovavano nella zona alla ricerca di alcuni banditi del luogo, improvvisamente comincia a correre, pensando che cercassero lui. Inciampa però su un filo di ferro di un filare di viti, cade ed è fermato.
Divenne famosa la frase: «Chiddu chi non potti n'esercitu, potti nu filu» ("Quello che non poté un esercito, poté un filo").
Il 17-18 ottobre del 1901 i giornali rendono pubblico l'evento. Dopo che Musolino viene arrestato, il mattino del 22 ottobre 1901 è interrogato e quindi il 24 ottobre trasferito nel carcere di Catanzaro con un treno speciale, sotto la scorta di Alessandro Doria, Ispettore Generale delle Carceri Italiane.
Per la sua cattura si stima che il governo abbia speso un milione di lire, come viene riportato sui giornali:
(Da La Tribuna Illustrata del 27 ottobre 1901)

### Secondo processo
Il processo inizia il 14 aprile del 1902 alla Corte d'assise di Lucca.
Musolino chiede di essere difeso dai due migliori avvocati d'Italia del tempo (Corriere della Sera - 22/23 gennaio 1902).
Si rifiuta anche, per non dare una cattiva idea di sé all'opinione pubblica, di indossare gli abiti da carcerato. Avrebbe detto, secondo Indagine su un bandito di Altobelli: «Ho un abito di sedici lire il metro, e lo voglio indossare! Io sono un uomo storico e non un delinquente qualunque: bisogna perciò usarmi riguardo», ma successivamente gli avvocati lo convincono del contrario.
L'avvocato del brigante era un certo Dal Poggetto.
A causa della presenza di numerosi testimoni calabresi, molti dei quali in difficoltà nell'esprimersi in un italiano fluente, si rese necessaria la presenza di un vero e proprio interprete che traducesse dal loro dialetto. A svolgere tale compito venne chiamato l'esperto Francesco Limarzi, noto all'epoca per aver dato alle stampe la traduzione in calabrese dell'intero Paradiso della Divina Commedia.
Musolino pronuncia questa autodifesa: «Se mi assolveste, il popolo sarà contento della mia libertà. Se mi condannaste, fareste una seconda ingiustizia come pigliare un altro Cristo e metterlo nel tempio. Eppoi, vedete, io non sono calabrese, ma di sangue nobile di un principe di Francia. Chi condannate? Un cadavere, perché io posso avere cinque o sei mesi di vita al più». Parole che diverranno celebri, ma che comunque non gli evitano l'ergastolo al carcere di Portolongone e otto anni in segregazione cellulare.
La sentenza viene emanata l'11 luglio 1902 alle 20:50.
Durante il processo vende alla stampa alcune sue poesie.

### Dopo il processo
Resta in carcere fino al 1946, quando gli verrà riconosciuta l'infermità mentale; viene poi portato al manicomio di Reggio Calabria, dove muore dieci anni dopo, alle 10:30 del 22 gennaio 1956.

## Omicidi e tentati omicidi
- Angeloni - ferimento
- Alessio Chirico (guardia comunale) - omicidio
- Stefano Crea - tentato omicidio
- Carmine D'Agostino - omicidio
- Francesco Fava (sindaco di Bovalino) - tentato omicidio
- Francesco Marte - omicidio
- Francesca Morabito - omicidio
- Gregorio Musolino - tentato omicidio
- Antonio Princi - omicidio
- Carabiniere Pietro Ritrovato - omicidio
- Stefano Romeo - tentato omicidio
- Pasquale Saraceno - omicidio
- Francesca Sigari (amante di Stefano Crea) - omicidio
- Stefano Zirilli (consigliere comunale di Bovalino) - tentato omicidio
- Stefano Zoccali (fratello di Vincenzo) - omicidio
- Vincenzo Zoccali - tentato omicidio

## Brigante o no?
(Enzo Magrì)
Da un lato il suo comportamento è tipico di questa figura: egli si oppone allo Stato, commette omicidi non credendo più nella giustizia statale, essendone diventato una vittima.
Non uccide però per un "ideale rivoluzionario", ma unicamente per il suo desiderio di vendetta nei confronti di coloro che lo accusarono e contro chi si oppone a questo.
Dieci anni dopo i professori di psichiatria Annibale Puca e Giacomo Cascella, del manicomio di Aversa, compirono uno studio dove affermarono la pazzia latente di Giuseppe Musolino che si scatenò quando subì il primo torto dalla società nel condannarlo a 21 anni di carcere.
I sintomi di tale pazzia erano la convinzione di essere lui la legge, l'inesauribile sete di vendetta, l'essere sospetto e la credulità.
Sostennero quindi che anche al secondo processo lo Stato sbagliò nuovamente nel giudicarlo, poiché avrebbe dovuto essere portato in manicomio direttamente e non avrebbe dovuto subire la pena dell'ergastolo.

## Musolino e la malavita
Secondo la ricostruzione del professor Mario Casaburi, Musolino farebbe parte della picciotteria locale, come rivelato dal poliziotto Mangione in un suo rapporto al prefetto del 17 maggio 1901, in quanto sia Vincenzo Zoccali che Musolino erano affiliati, ma il primo non voleva più farne parte per timore di essere colpito dalla legge. Musolino e gli altri affiliati, di conseguenza, lo prendevano in giro al grido di "infame" e "carogna". Dopo la lite nel bar tra Antonio Filastò, Musolino e i due fratelli Zoccali, i capi della picciotteria decisero per l'omicidio di Zoccali e venne sorteggiato come esecutore un certo Giuseppe Travia. Al momento dell'esecuzione Travia fu accompagnato da Musolino; il primo mancò la mira e, scappando, Musolino perse il berretto.
Sempre secondo il poliziotto Mangione, sarebbero stati membri di alcune cosche del reggino a farlo evadere dal carcere di Gerace e durante la sua latitanza sarebbe stato a capo della picciotteria di Santo Stefano in Aspromonte, che si componeva di circa 120 affiliati.
Anche secondo lo storico e giornalista John Dickie, sempre l'agente Mangione rivelò in una serie di rapporti, grazie alle delazioni di alcuni picciotti delusi, che a Santo Stefano in Aspromonte esisteva la picciotteria organizzata come una istituzione statale, con un fondo sociale e un tribunale. Il numero di affiliati sarebbe stato di 166 ed era stata fondata negli anni '90 dell'Ottocento dal padre e dallo zio di Giuseppe Musolino.
Per tutto il 1901, alla luce dei rapporti dell'agente, fu spezzata la rete di protezione di cui godeva Musolino e ciò lo costrinse a spostarsi dalla Calabria.
Durante il processo a Lucca, quando fu chiamato a testimoniare, il sindaco di Santo Stefano dichiarò che la picciotteria fosse stata inventata per nascondere la debolezza delle forze dell'ordine e che i due complici di Musolino che uccisero l'ex sindaco erano solo due onesti lavoratori.
Al processo, comunque, non emerse mai marcatamente il fatto che Musolino non agisse da solo e che facesse parte dell'onorata società.

## Musolino e le forze dell'ordine
Musolino ammise sempre di aver rispetto per le forze dell'ordine che facevano il loro mestiere, come si evince dalle sue deposizioni al processo, nel quale ripetutamente racconta di vicende in cui risparmiò la vita ai poliziotti che lo inseguivano.
Affermò ciò anche in due pubblicazioni del 1900 nei giornali La Tribuna e l'Avanti!.
Furono entrambe scritte da Domenico Nucera Abenavoli; la prima era una lettera in risposta all'immagine negativa diffusasi su di lui dopo l'omicidio del carabiniere Pietro Ritrovato, la seconda fu una intervista in cui continuava ad esprimere il suo concetto di giustizia e che quindi non era in lotta contro le forze dell'ordine.

## Musolino e la stampa
Musolino ebbe eco su tutta la stampa italiana (Corriere della Sera, Avanti!, Il Mattino, Il Secolo) e in parte anche in quella straniera (Times, Le Figaro).
La sua epopea venne anche definita "Musolineide".
In ogni giornale si cercò di descrivere la vicenda del bandito, talvolta come esempio negativo, talvolta circondandolo di un'aura leggendaria, talvolta additando la colpa degli omicidi alla condizione di degrado e miseria della Calabria.
Alcune dichiarazioni di alcuni giornalisti al riguardo del brigante:
(Da "Rastignac, La Tribuna" del 1-2 maggio del 1902)
(Nicola Misasi - Un'altra vittima di Musolino, dal Corriere di Napoli dell'2 ottobre 1901)
(Dal Corriere di Napoli del 1º aprile 1901)
Il brigante vendette anche al Corriere della Sera alcuni suoi componimenti poetici, pubblicati nell'articolo: Una lettera di Musolino del 22-23 gennaio 1902.

### Le interviste
Ebbe coinvolgimenti diretti, come detto nel precedente paragrafo, tramite il giornalista Domenico Nucera Abenavoli, il quale pubblicò una sua lettera ne La Tribuna e una sua intervista nell'Avanti!.
L'ultima sua intervista venne rilasciata a Gaetano Ruffo per Il Secolo il 18 e 19 luglio del 1901.
Tramite questi contatti con la stampa cercò sempre di difendere il suo operato con la tesi della vendetta personale per il reato non commesso; inoltre affermava o di essere vittima dell'ingiustizia della società, oppure di essere un brigante ma in accezione positiva.

## Musolino nel cinema, nella musica e nella letteratura

### Cinema
- Nel 1950 venne girato un film ispirato alla sua storia, dal titolo Il Brigante Musolino, di Mario Camerini. Fino ad allora la storia di Musolino non era mai stata rappresentata per l'assonanza del nome con Benito Mussolini.

### Letteratura
- Quando Musolino fu arrestato, Giovanni Pascoli gli dedicò un'ode dal titolo: Musolino, incompiuta, edita da Stefano Bottari e ripubblicata da Giuseppe Villaroel (Musolino. Lirica inedita di Giovanni Pascoli)[14][15]

dormono gravi salmodie sepolte,

curvo passò tra uno squillar d'armati.

Intorno ai lombi le catene avvolte,

come serpi di ferro: era per quelle

tratto a mano: le mani erano molte.

Eran perete agli occhi del ribelle

umane terga. Era decreto umano

che ormai la notte fosse senza stelle

per lui, che azzurro fosse il cielo invano

per lui,che a lui di tutto ciò che luce

sol giungesse il baglior dell'uragano.

Quando tra tutti i neri omeri truce

vide levando gli occhi e non la fronte

ciò che vietato gli era ormai: la luce.

E vide i monti: non i suoi: te, monte

Nerone, te, gibbo del Catria. O torre

d'Asdrubale! o lontano Ermo di fonte

Avellana! o fragor d'acqua che scorre

buia, e che gemeva ai piedi d'un errante

piccolo e solo, mentre per forre

silenziose, sotto rupi infrante,

lungo gli abissi

saliva ai monti, a dare pace o…»
(Musolino di Giovanni Pascoli)
- Totò lo ha menzionato nella poesia A mundana.[16]
- Lu Briganti Musolino. Poema, Raffaele Zurzolo, Laruffa Editore.[17]
- Norman Douglas ha dedicato un capitolo al brigante nel suo libro Vecchia Calabria (Old Calabria).

### Musica
- Otello Profazio ha prodotto due album cantando la sua storia: Peppi Musolino, U briganti d'Asprumunti e Il brigante Musolino.
- Dino Murolo e Natino Rappocciolo hanno scritto l'album La vera storia di Peppe Musolinu (casa discografica CDR).
- Orazio Strano gli ha dedicato l'album Peppi Musolinu re di l'Asprumunti.
- Ciccio Busacca gli ha dedicato nel 1963 l'album La storia di lu briganti Musulinu.
- Il gruppo musicale Kalamu, nell'album Bevo alla vita, gli ha dedicato la canzone Brigante Musolino.
- La prima canzone dell'album Malavita, di Enzo Laface e Demetrio Aroi, s'intitola La vera storia di Musolino.
- Il cantante italiano Erz (Salvatore Passaro) gli ha dedicato la canzone Il Brigante, contenuta nell'album Erz (1994).